# Traduction aller-retour
Pour les articles homonymes, voir Aller retour (homonymie).
La traduction aller-retour ou traduction récursive est la pratique consistant à traduire un texte dans une langue étrangère à l’aide d’un traducteur automatique, puis de traduire à nouveau le résultat (toujours de façon automatique) dans la langue de départ. Elle est généralement utilisée pour évaluer la qualité du traducteur utilisé ou la traduisibilité d'un texte, bien que la pertinence de cette méthode soit contestée,.